# SC Borsigwalde 1910
Der SC Borsigwalde 1910 ist ein deutscher Fußballclub aus Berlin-Borsigwalde. Heimstätte des Clubs ist der Sportplatz Tietzstraße, der 1.000 Zuschauern Platz bietet.

## Verein
Der SC Borsigwalde wurde im Jahr 1910 unter der Bezeichnung Borsigwalder FC Minerva gegründet, agierte aber ab 1920 als SC Minerva. Sportlich spielte der Arbeiterclub bis 1945 keine Rolle. Analog zu anderen Berliner Arbeitervereinen wie Nordiska Berlin, Adler Pankow oder Sparta Lichtenberg wurde auch die Minerva mit der Machtergreifung der Nationalsozialisten 1933 aufgelöst, nahm jedoch ab 1934 als Spielvereinigung Borsigwalde wieder am Spielbetrieb teil.
1945 wurde die Spielvereinigung aufgelöst und als SG Borsigwalde neu gegründet. Die Sportgruppe spielte bereits 1945 in der Meisterschaft der Berliner Stadtliga, belegte mit lediglich vier Saisonpunkten aber abgeschlagen den letzten Platz. Ab 1947 trat der Verein wieder unter seinem historischen Namen Borsigwalder SV Minerva auf. Höherklassig trat der Club aus Reinickendorf in West-Berlin nicht mehr in Erscheinung. Lediglich in der Spielzeit 1954/55 agierte die Minerva für eine Saison in der Amateurliga Berlin, in der Borsigwalde im Abstiegskampf dem VfL Nord Berlin nur knapp unterlag. Im Anschluss versank der Verein im unterklassigen Fußball West-Berlins. 1980 fusionierte die Minerva mit dem SC Bavaria Berlin zum SC Borsigwalde 1910. 2015 stieg man in die Berliner Bezirksliga auf, 2020 in die Landesliga Berlin.

## Statistik
- Teilnahme Berliner Stadtliga: 1945/46
- Teilnahme Amateurliga Berlin: 1954/55

## Personen
- Karl-Heinz Granitza